# Черношапочная питтасома
Черношапочная питтасома (лат. Pittasoma michleri) — вид воробьиных птиц из семейства гусеницеедовых. Вид назван в честь Натаниэля Мичлера — американского военного инженера, который первым собрал образцы птицы для научного описания.
Вид распространён на юге Центральной Америки. Встречается вдоль карибского побережья Коста-Рики и Панамы, а также на тихоокеанском побережье панамской провинции Верагуас и в пограничном с Панамой колумбийском департаменте Чоко. Живёт в тропических дождевых лесах и вторичных лесах.
Это мелкие птицы длиной 18—19 см, весом до 110 г. Тело рыхлое с большой вытянутой головой, коротким коническим сплющенным клювом, короткими и закруглёнными крыльями, прямым коротким хвостом (почти незаметным) и крепкими ногами. Верхняя часть тела коричневого цвета. Верх головы чёрный, остальная часть коричневая. Брюхо и грудь покрыты пятнами (белые перья с чёрными краями). У самок нижняя часть головы тёмного окраса, а рябой узор на груди и брюхе не чёрно-белый, а коричнево-белый.
Обитает во влажных лесах с густым подлеском и многочисленными эпифитами. Держится в одиночку или парами. Активна днём. Большую часть дня проводит в поисках пищи. Питается насекомыми и другими мелкими беспозвоночными, изредка ягодами. Моногамная птица. Гнездо строит между прикорневыми ветвями кустов невысоко над землёй.